# Abril Flores Castro
Abril Cristina Flores Castro (Sinaloa, 3 de fevereiro de 2003) é uma jogadora de voleibol de praia mexicana. 

## Carreira
Em 2021, iniciou compondo dupla com María Jimena Ramírez, representaram Sinaloa nos Jogos Nacionais CONADE sediado em Colima, também disputaram o Campeonato Mundial de Voleibol de Praia Sub-19 em Phuket e terminaram na décima sétima posição, mesma colocação que obtiveram na edição do Campeonato Mundial de Voleibol de Praia Sub-21 de 2021também sediada em Phuket.
No ano de 2022, estreou no Circuito Mundial com María José Quintero no Challenge de Tlaxcala quando finalizaram na décima nona posição e com María Celeste Ibarra no Elite 16 em Rosarito (México) terminou em vigésimo primeiro lugar, depois, formou dupla com Esperanza Albarrán, com quem disputou o Circuito NORCECA, obtendo como melhor resultado o bronze  na etapa de Mazatlán e com Atenas Gutiérrez conquistou o quarto lugar no Finals NORCECA de 2022 em Punta Cana, quando atuou ao lado de.
Na jornada de 2023, inicia no Circuito Mundial com Atenas Gutiérrez, precisamente no Challenge La Paz, terminaram em nono lugar, o décimo terceiro lugar no Elite 16  de Tepic, e conquistaram a primeira medalha ouro no Circuito NORCECA, fato ocorrido na etapa de Aguascalientes e obteve a medalha de bronze nos Jogos Centro-Americanos e do Caribe de 2023 em San Salvador e terminaram na trigésima terceira posição na edição do Campeonato Mundial nas cidades de Tlaxcala de Xicohténcatl, Apizaco e Huamantla, e o quinto lugar nos Jogos Pan-Americanos de 2023.

## Títulos e resultados
- Etapa de Aguascalientes do Circuito NORCECA de 2023
- Etapa de Mazatlán do Circuito NORCECA de 2022
- Finals de Punta Cana do Circuito NORCECA de 2022